# Ben Thatcher
Benjamin David Thatcher (*Swindon, Inglaterra, 30 de noviembre de 1975), futbolista galés. Jugaba de defensa y su primer equipo fue Wimbledon FC.

## Selección nacional
Ha sido internacional con la Selección nacional de fútbol de Gales, ha jugado 7 partidos internacionales.

## Clubes
| Club               | País       | Año       |
| ------------------ | ---------- | --------- |
| Wimbledon FC       | Inglaterra | 1996-2000 |
| Tottenham Hotspurs | Inglaterra | 2000-2003 |
| Leicester City     | Inglaterra | 2003-2004 |
| Manchester City    | Inglaterra | 2004-2007 |
| Charlton Athletic  | Inglaterra | 2007-2008 |
| Ipswich Town       | Inglaterra | 2008-2010 |

- Datos: Q816620